# St. Roswinda (Schornweisach)

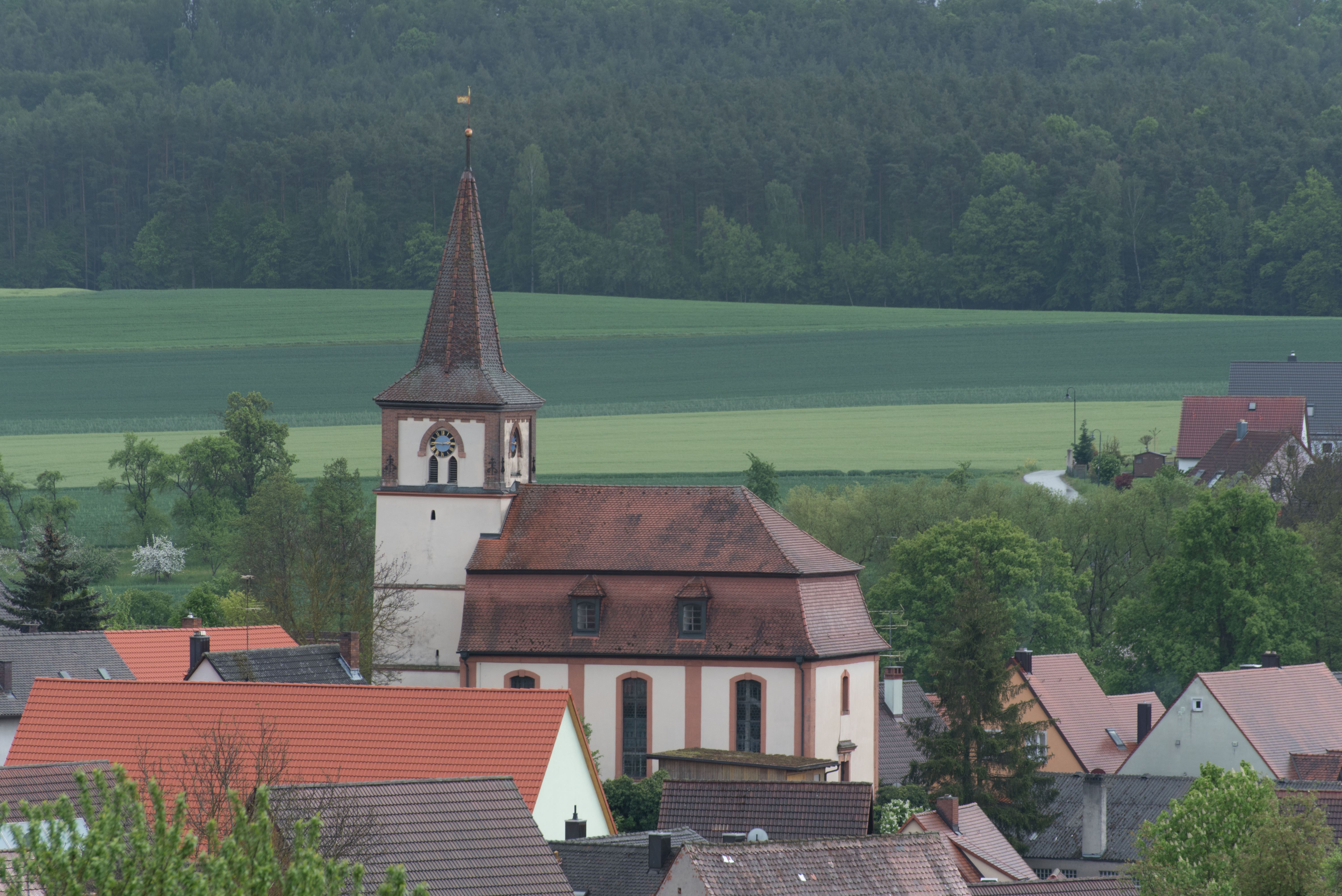
St. Roswinda (Schornweisach)

Die denkmalgeschützte, evangelisch-lutherische Pfarrkirche St. Roswinda steht in Schornweisach, einem Gemeindeteil des Marktes Uehlfeld im Landkreis Neustadt an der Aisch-Bad Windsheim (Mittelfranken, Bayern). Die Kirche ist unter der Denkmalnummer D-5-75-167-20 als Baudenkmal in der Bayerischen Denkmalliste eingetragen. Die Pfarrei gehört zum Dekanat Markt Einersheim im Kirchenkreis Ansbach-Würzburg der Evangelisch-Lutherischen Kirche in Bayern.

## Beschreibung
Die Saalkirche wurde 1747/48 unter Einbeziehung des 1692 erneuerten viergeschossigen Chorturms von 1555 errichtet. Das mit Lisenen gegliederte Langhaus im Westen des Chorturms ist mit einem Mansardwalmdach bedeckt. Das oberste Geschoss des Chorturms, das die Turmuhr und den Glockenstuhl beherbergt, und der achtseitige Knickhelm wurden ihm 1809 aufgesetzt. Die Orgel mit 11 Registern, auf einem Manual und Pedal wurde 1748 von Johann Christoph Wiegleb gebaut.